# Wet op belastingen van rechtsverkeer
De Wet op belastingen van rechtsverkeer —afkorting WBR— verving met ingang van 1972 de Zegelwet 1917. De volgende belastingen worden in deze Nederlandse belastingwet geregeld: 
- Assurantiebelasting
- Overdrachtsbelasting

Inmiddels afgeschaft zijn:
- Beursbelasting (afgeschaft met ingang van 1 juli 1990)
- Kapitaalbelasting (afgeschaft met ingang van 2006)

Tegelijk met deze wet werd een  nieuwe Registratiewet van kracht ter vervanging van de Registratiewet 1917.